# The European Rest Cure
The European Rest Cure er en amerikansk stumfilm fra 1904 af Edwin S. Porter.